# Patrick Gordon
Pour les articles homonymes, voir Gordon.
Patrick Gordon, né le 31 mars 1635 et mort le 29 novembre 1699, est un général de l'Armée impériale russe d'origine écossaise.

Il était le plus jeune fils d'une famille du comté d'Aberdeen liée à la maison de Haddo, qui possédait un petit domaine à Auchleuchries.

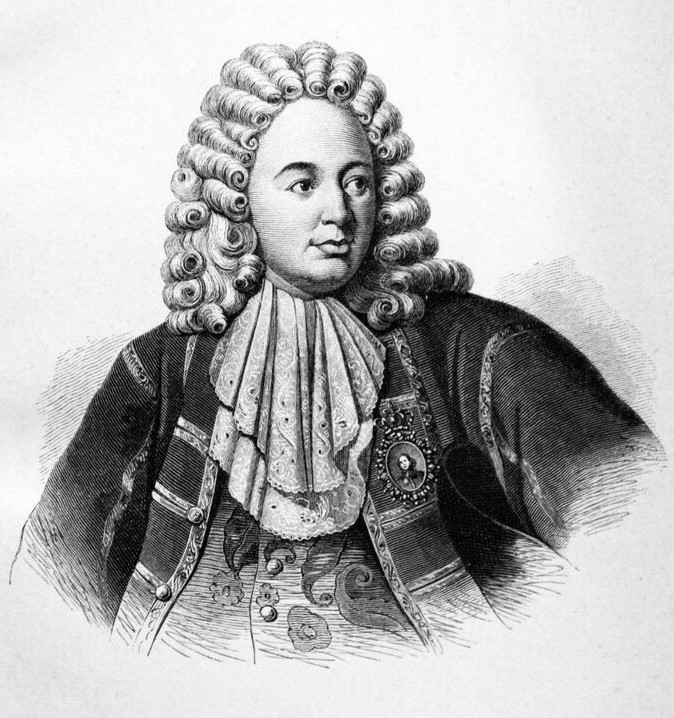
Patrick Gordon

## Sa jeunesse
Après avoir fréquenté l'école paroissiale de Cruden et d'Ellon, il renonce, pour des motifs religieux, à s'inscrire dans une Université écossaise et décide de s'embarquer pour Dantzig. De là il se rend à Königsberg puis à Braunsberg, en Prusse, et est admis à l'âge de quinze ans au collège jésuite de cette ville. Il note dans son journal qu'à cette époque, quelques Écossais étaient comme lui établis en Prusse. Mais doté d'un tempérament indépendant, il ne parvient pas à s'accoutumer à la rigueur et l'austérité de l'enseignement et prend vite la décision de rentrer dans son pays. Sur le point de s'embarquer pour l'Écosse, il change d'avis et entreprend un long voyage à pied à travers l'Allemagne, pour finalement échouer à Hambourg, où il s'enrôle dans l'armée suédoise en 1655. Ayant été fait prisonnier par les Polonais, il leur offre ses services, avant d'être recapturé par les Suédois et réintégré dans leur armée.

## Sa carrière en Russie

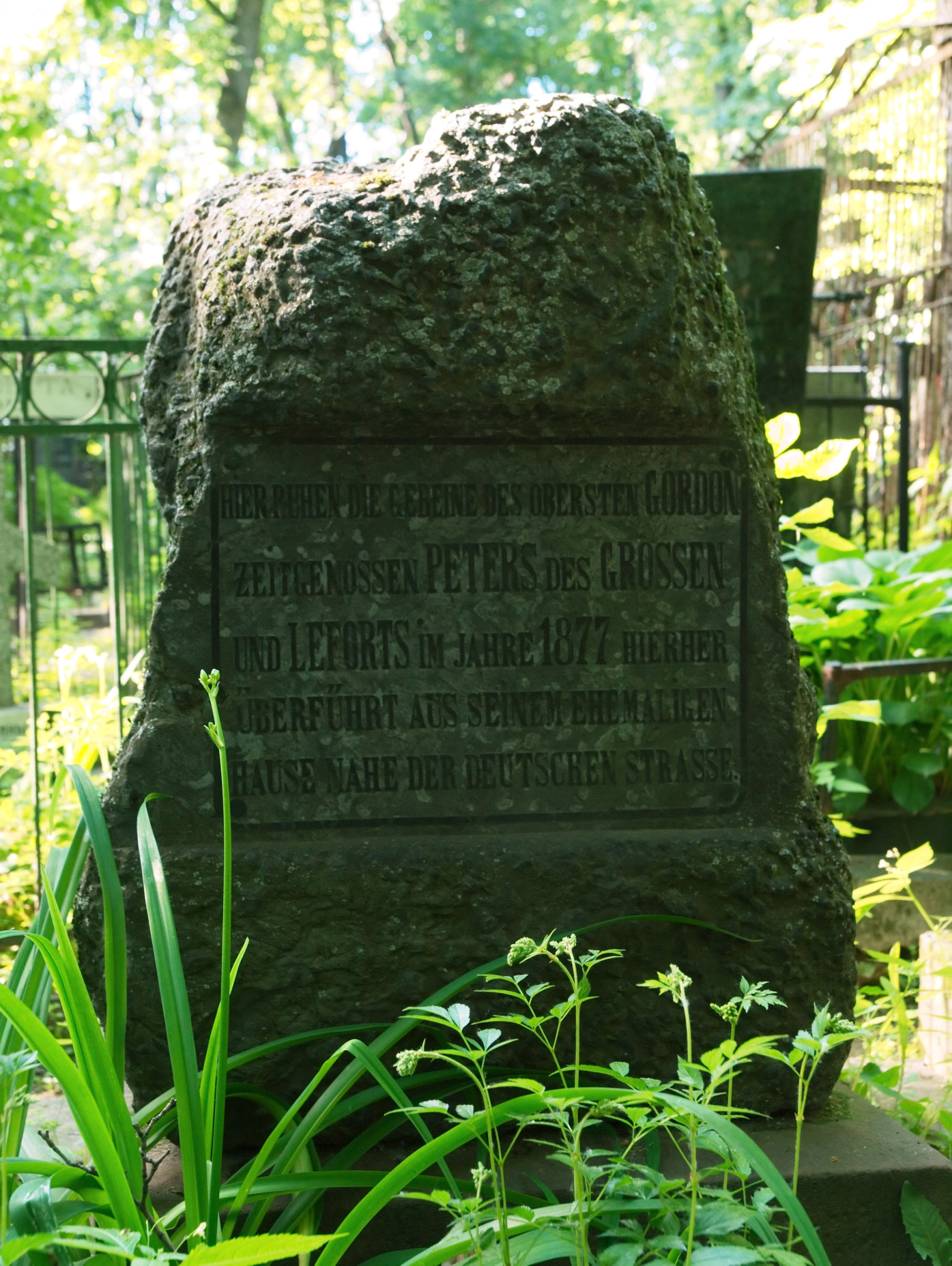
La pierre tombale de Patrick Gordon au cimetière Vvedenskoïé de Moscou, transférée en 1877 du quartier allemand. Le grade mentionné dans l'inscription en allemand est celui de colonel

En 1661 il est un mercenaire expérimenté lorsqu'il entre au service du tsar Alexis Ier. En 1665 il se voit confier une mission spéciale en Grande-Bretagne et, à son retour, il se distingue par plusieurs actions d'éclat dans un conflit contre les turcs et les tatars de Crimée. En reconnaissance de ses services, il est nommé major-général en 1678 et commandant en chef à Kiev en 1679. En 1683, il est élevé au grade de  lieutenant général et se rend à nouveau en Grande-Bretagne en 1686. En 1687, puis en 1689, il participe en qualité de « Quartier-maître général » à de nouvelles campagnes contre les tatars en Crimée ce qui lui vaudra d'être fait général à part entière.
Lorsqu'éclatent les troubles de Moscou de 1689, c'est son action qui fait pencher la balance en faveur du jeune tsar Pierre au détriment de la régente Sophie. Ceci lui vaudra la confiance absolue et la faveur du tsar jusqu'à la fin de sa vie.
En 1696 il dirige comme maréchal une nouvelle expédition contre les Turcs qui aboutit à la prise décisive de la forteresse d'Azov.
Lorsque Pierre le Grand entreprend sa Grande Ambassade à travers l'Europe, il confie à Gordon le commandement de la capitale. Pendant l'absence du tsar, Gordon se révèle une fois de plus digne de la confiance du souverain en combattant avec succès la révolte des streltsy de 1698. Il se voit, avec François Lefort, confier la nouvelle organisation de l'armée selon un modèle inspiré du système européen et termine sa carrière au rang de Général en Chef.
Il est atteint en 1699 d'une maladie au cours de laquelle le tsar lui rend de fréquentes visites, jusqu'à son décès survenu en novembre. C'est le tsar lui-même qui lui ferma les yeux.

## Sources
- (en) « Patrick Gordon », dans Encyclopædia Britannica [détail de l’édition], 1911 (lire sur Wikisource).

- (en) Cet article est partiellement ou en totalité issu de l’article de Wikipédia en anglais intitulé « Patrick Gordon » (voir la liste des auteurs).

- (de) Cet article est partiellement ou en totalité issu de l’article de Wikipédia en allemand intitulé « Patrick Gordon » (voir la liste des auteurs).